# 마이애미 슈퍼캅
마이애미 슈퍼캅(Miami Supercops, Cane E Gatto)은 이탈리아에서 제작된 브루노 코부치 감독의 1985년 액션, 코미디, 범죄 영화이다. 테렌스 힐 등이 주연으로 출연하였다.

## 출연

### 주연
- 테렌스 힐
- 버드 스펜서

### 조연
- C.B. 시이
- 윌리엄 보 짐
- 켄 세르슨
- 잭키 카스텔라노
- C.V. 우드 주니어
- 리처드 리버티
- 론다 S. 런드스테드
- 버피 디

## 제작진
- 미술: 클라우스 콜브
- 의상: 프란코 카레티